# Дорофеев, Павел Игоревич
Павел Игоревич Дорофеев (26 октября 2000, Нижний Тагил) — российский хоккеист, нападающий клуба НХЛ «Вегас Голден Найтс».
Начинал заниматься хоккеем в Нижнем Тагиле, затем переехал в Тюмень, играл за юношеские команды «Газовик», «Газовик-2», «Тюменский легион». С 2015 года — в магнитогорском «Металлурге». С сезона 2017/18 игрок клуба МХЛ «Стальные лисы». 25 сентября 2018 года в домашнем матче против «Северстали» (2:1) дебютировал в КХЛ.
Дебютировал в НХЛ за «Вегас Голден Найтс» 13 октября 2021 года, в матче с «Сиэтл Кракен». Затем был отправлен в «Хендерсон Силвер Найтс» в АХЛ. Первые очки в НХЛ набрал 12 марта 2023 года, забросив шайбу и отдав результативную передачу в матче против «Сент-Луис Блюз».
12 января 2025 года набрал 3 очка (2+1) в матче против «Миннесоты» (4:1). 15 января 2025 года оформил свой первый хет-трик в НХЛ за «Вегас» ворота «Нэшвилл Предаторс» (3:5).
Серебряный призёр молодёжного чемпионата мира 2020.